# 堀場信吉
堀場 信吉（ほりば しんきち、1886年1月29日 - 1968年2月16日）は、日本の物理化学者ならびに教育者である。京都府生まれ。堀場製作所の創業者である堀場雅夫の父である。

## 来歴
- 1910年 京都帝国大学純正化学科卒業[1]。
- 1911年 住友電線製造所に勤務[1]
- 1913年 京都帝国大学助教授[1]
- 1918年-1923年 イギリス、オランダ、ドイツなどに留学[2]
- 1924年 京都帝国大学教授就任、「Bestimmung des Dampfdruckes von metallischen Arsen（金属砒素の蒸氣圧測定）」で理学博士の学位を授与される[2]。
- 1937年 帝国学士院恩賜賞を受賞[3]。
- 1942年-1945年 京都大学化学研究所所長。東京工業大学教授兼任。
- 1947年 京都大学退官、京都大学名誉教授。同志社大学工学部長。
- 1949年 日本学士院会員[4]
- 1952年 浪速大学・工業短期大学部・農業短期大学部・京都市立音楽短期大学の各学長に就任。
- 1966年 文化功労者。

## 著書
- 『触媒の理論』